# Świeborowice
Świeborowice (niem. Schwiebendorf) – część wsi Kruszyn, położona w województwie dolnośląskim, w gminie Bolesławiec. 
Przed 1945 we wsi działała gospoda prowadząca własny browar. W latach 1954–1972 wieś Świeborowice znajdowała się w granicach gromady Tomaszów Górny, w 1973 stała się częścią wsi Kruszyn.